# Вейк-ен-Албург
Вейк-ен-Албург (нід. Wijk en Aalburg) — село в нідерландській провінції Північний Брабант. Входить до муніципалітету Алтена.
Його площа становить 16,08 км², а населення станом на 2021 рік складало 5 100 осіб.
До 1973 року мало статус окремого муніципалітету.

## Галерея

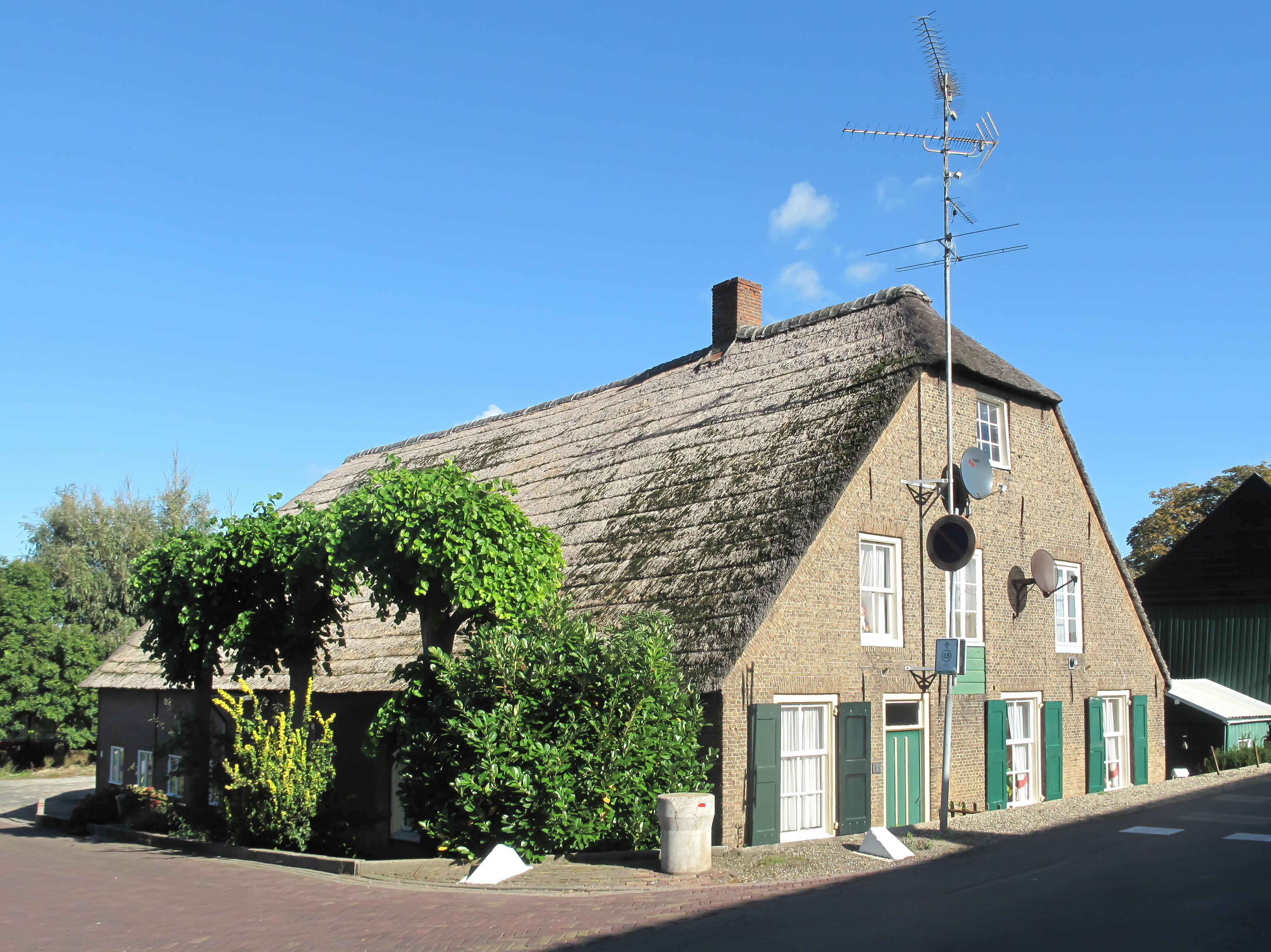
Ферма
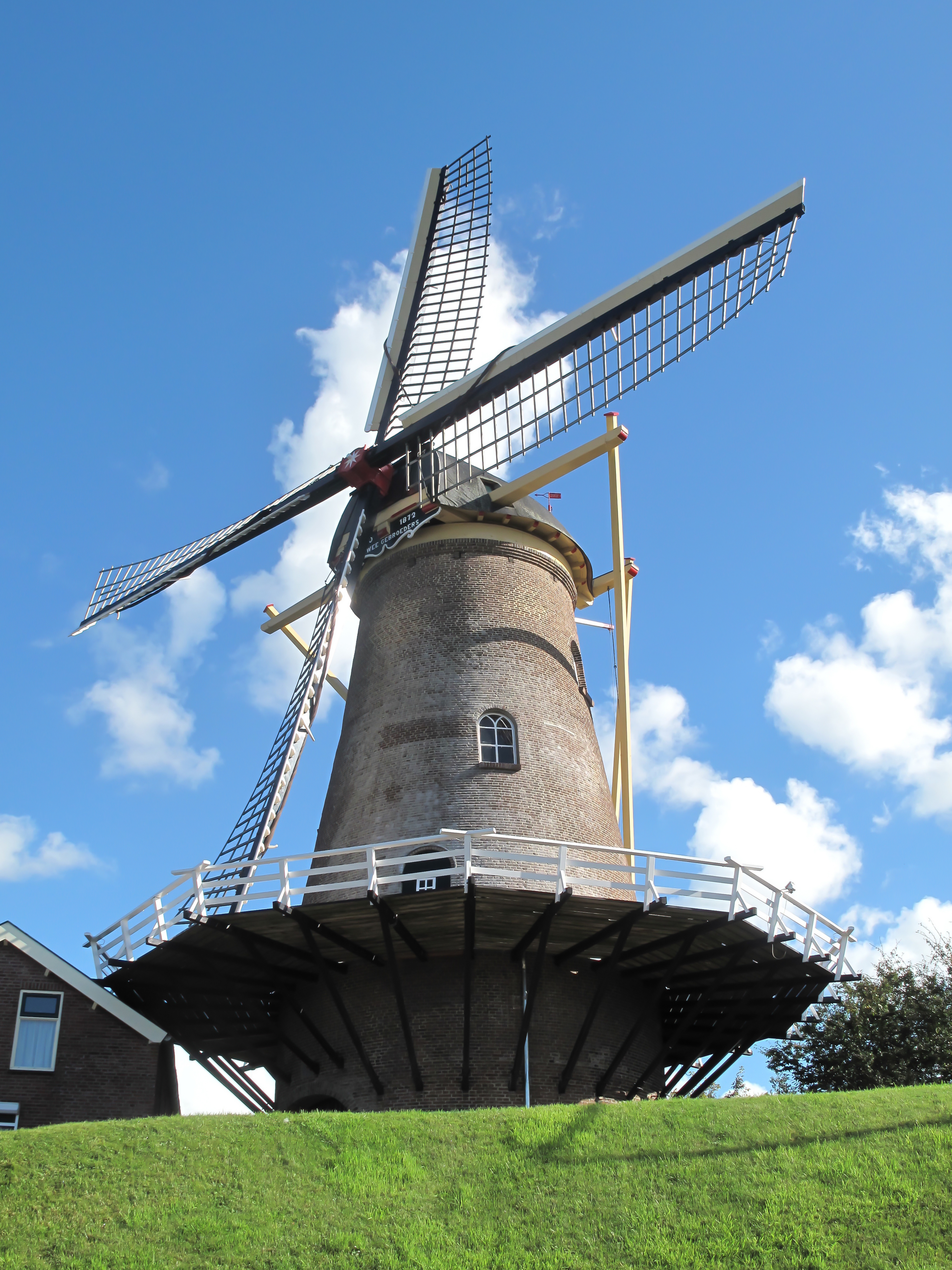
Вітряк Stellingmolen
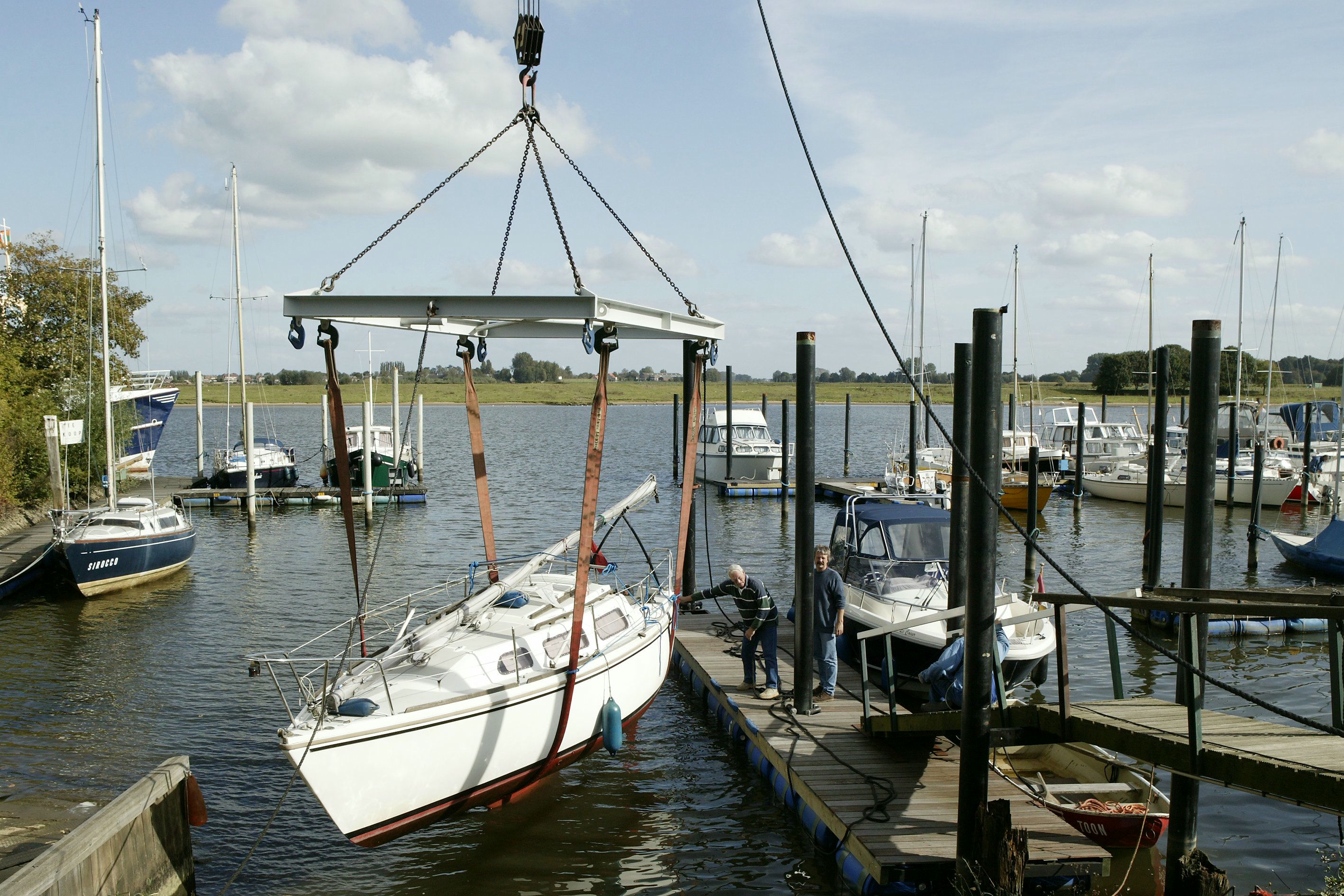
Сільська марина